# Повелья
Повелья (итал. Poveglia) — один из островов Венецианской лагуны, в 600 м к западу от Лидо.

## История
Остров впервые упоминается в хрониках в 421 году. В это время на него бежали жители Падуи и Эсте, спасаясь от нашествия варваров. После этого население острова постепенно увеличивалось.
В 1379 году генуэзский флот начал нападать на разрозненные поселения Венеции во время Войны Кьоджи (1379—1381). Венецианцы переселили жителей острова Повельи на остров Джудекку в черте города Венеция для защиты от врага. С тех пор остров оставался необитаемым. В 1527 году дож предложил остров продать на льготных условиях монахам камальдолийцам, однако они от него отказались. В 1645 году венецианским правительством в южной части Повельи был сооружён небольшой искусственный восьмиугольный остров (октагон), ставший артиллерийским фортом в укреплённой линии венецианской обороны.
В 1776 году остров был передан венецианскому управлению здравоохранения (Magistrato alla Sanità). В 1793 году на острове был создан пропускной пункт и карантинный изолятор для моряков, приплывающих в Венецию (Lazzaretto), просуществовавший до 1814 года.
В начале XX века остров вновь некоторое время использовался как карантин. В 1922 году на острове была открыта психиатрическая больница, существовавшая до 1968 года. После закрытия больницы остров некоторое время использовался для выращивания сельскохозяйственных культур, но вскоре был окончательно заброшен.
В 2014 году правительство Италии заявило о своих планах по проведению аукциона по сдаче острова в аренду на 99 лет. Предполагается, что здание больницы будет превращено в отель.

## В культуре
Через некоторое время после того, как в XVIII веке остров стал карантинной станцией для кораблей, прибывающих в Венецию, на двух кораблях была обнаружена чума. Остров был изолирован и использовался для размещения людей с инфекционными заболеваниями, что привело к появлению легенд о неизлечимо больных венецианцах, ожидающих смерти, прежде чем их призраки вернутся, чтобы преследовать остров.
Врач якобы экспериментировал на пациентах с помощью грубой лоботомии. Согласно различным сообщениям, совсем недавно опубликованным каналом Travel, доктор прыгнул с колокольни в 1930-х годах после того, как заявил, что призраки свели его с ума. Позже он умер. Десятилетия спустя близлежащие жители утверждали, что все еще слышат колокол, хотя он был снят много лет назад. В этом отчете, озаглавленном «История с привидениями», также говорится, что недавно начались некоторые реставрационные работы, но они «внезапно прекратились без объяснения причин».
Остров был показан в паранормальных шоу «Приключения с привидениями» и «Самые страшные места на Земле».
Остров был показан в видеоролике Yes Theory в 2019 году.